# Merle d'Équateur
Turdus maculirostris
Espèce
Statut de conservation UICN

 LC  : Préoccupation mineure
Le Merle d'Équateur (Turdus maculirostris) est une espèce de passereaux appartenant à la famille des Turdidae. Il était considéré autrefois comme une sous-espèce de Turdus nudigenis

## Habitats et répartition
Il vit dans la région du Tumbes (ouest de l'Équateur et extrême nord-ouest du Pérou).
Son cadre naturel de vie est les forêts jusqu'à 2 000 m d'altitude.